# ラブ イズ Cash
「ラブ イズ Cash」（ラブ イズ キャッシュ）は、レベッカの3枚目のシングル。1985年4月21日にCBS・ソニー / FITZBEATから発売された。

## 背景
メンバーの木暮武彦（ギター・リーダー）と小沼達也（ドラムス）の2人が脱退しメンバーチェンジという危機を乗りこえ、古賀森男（ギター）と小田原豊（ドラムス）を迎えた新生レベッカとしてリリースした最初のシングル。

## 制作

### ラブ イズ Cash
作詞家として活動していた沢ちひろのデビュー作である。
リリース当初、メンバーのNOKKOが和製マドンナと呼ばれたファッションに身をまとい、同時期にリリースされた「マテリアル・ガール」のメロディが酷似していることで話題となった楽曲で、当時『rockin'on』のライターで音楽評論家の市川哲史は「『絵に描いたような流行最先端トラック』を、堂々とまんまやるとは。『洋楽コンプレックス』の裏返しっぷりに、『やっぱりな』と一気に興味を失った」と評価している。NOKKOは後に「もう汚点だわ一生の。汚点と言っちゃうと当時聴いてくれた人に申し訳ないんだけど」「一般的に認められてる部分は、ハッキリ言って褒められたもんじゃなかったと思うよ。パクってようとなんだろうと、そういうのもどうでもよかったんだよね。そうした原曲の威力を取り除いてもすごくパワフルなものが、自分でも感じられたのね」と語っている。

### 恋するおもちゃ
作詞は松井五郎、作曲は中崎英也が手がけ、レベッカの楽曲の中で唯一、メンバーによる作詞・作曲ではない楽曲である。

## チャート成績
レベッカにとって、初ヒット曲でオリコン最高位30位を獲得した。

## 収録曲
| 全編曲: レベッカ。 |                    |                 |            |      |
| #                  | タイトル           | 作詞            | 作曲       | 時間 |
| 1.                 | 「ラブ イズ Cash」 | NOKKO・沢ちひろ | 土橋安騎夫 | 4:26 |
| 2.                 | 「恋するおもちゃ」 | 松井五郎        | 中崎英也   | 3:37 |
| 合計時間:          | 合計時間:          | 合計時間:       | 合計時間:  | 8:03 |

## レコーディングメンバー
- NOKKO : ボーカル
- 土橋安騎夫 : シンセサイザー
- 高橋教之 : ベース、プログラミング
- 小田原豊 : ドラムス
- 是永巧一 : ギター
- 中島オバヲ : パーカッション